# Армія SOS
«Армія SOS» — волонтерська організація допомоги українським військовим у російсько-українській війні з 2014 року. Займається виготовленням безпілотних літальних апаратів та розвідкою за їх допомогою, закупівлею та програмуванням планшетів для артилеристів, постачанням автотранспорту, радіорозвідувального обладнання, глушників для зброї та наданням різноманітної іншої допомоги.

## Історія
Організація була заснована в березні 2014 року. Біля її витоків стояли четверо людей різних професій, які були активістами Євромайдану: Юрій Касьянов, Олексій Савченко, Ярослав Тропінов та Олександр Фощан. З початком війни вони стали допомагати першому батальйону Національної гвардії, потім поширили діяльність на її другий батальйон та батальйони «Донбас» і «Миротворець», а зрештою стали опікуватись усіма військовими формуваннями, що перебувають на передовій.
На початку «Армія SOS» базувалася в приміщенні компанії Dragon Capital (Київ), де працюють деякі з її активістів. У липні 2014 було відкрито окремі пункти прийому допомоги в Києві та Дніпропетровську, а пізніше почав роботу пункт в Одесі. Активісти діаспори створили кілька осередків організації за кордоном, зокрема в Канаді, США, Великій Британії, Іспанії та Німеччині. У вересні 2014 «Армія SOS» офіційно зареєструвалася як благодійний фонд. Станом на липень 2014 в об'єднанні було близько 10 учасників (у тому числі четверо засновників-координаторів), на вересень — 20-30, а на кінець 2014 — середину 2015 — вже близько 50.
Станом на початок травня 2014 було зібрано понад мільйон гривень, на початок червня — 2,5 млн, на липень — понад 5 млн, на серпень 2014 — понад 10 млн, на липень 2015 — 20 млн, на липень 2016 — 22,5 млн, на липень 2017 — 24,9 млн. Крім того, організація отримує чимало негрошової допомоги.
Фінансова звітність щодо роботи «Армія SOS» є публічною.
У 2025 році організація була оголошена «небажаною» у Росії.

## Діяльність
- Виготовлення безпілотних літальних апаратів та розвідка за їх допомогою. У червні — липні 2014 «Армія SOS» почала закупку мультикоптерів, у серпні — будівництво власних апаратів[28][29][30], а в жовтні — формування польотних груп (команд зі штурмана та пілота)[28]. Спочатку активісти будували і коптери, і літаки, а згодом — лише літаки. Вони розробили кілька нових їх моделей[31][3]. За словами волонтерів, вони будують кілька безпілотників на місяць і станом на липень 2015 виготовили близько 50 апаратів різних видів, а станом на березень 2016 — понад 100[32][2]. Більше 40 з них станом на травень 2016 було передано військовим[31]; крім того, «Армія SOS» надає безпілотники іншим волонтерським групам (зокрема Центру підтримки аеророзвідки при Києво-Могилянській академії[33]) та виконує для армії аеророзвідку власними силами. Вона має 4 польотні групи і веде постійне чергування на фронті[3][28][34]. За словами членів організації, під час боїв за Дебальцеве вони надавали артилерії до 60-70 цілей у день; на основі їхніх розвідданих здійснювався штурм Логвинового 12 лютого 2015[28][35]. Допомагали вони й при обороні Донецького аеропорту[36]. Крім того, активісти повідомляють про допомогу армії та Нацгвардії в ремонті та виготовленні апаратів[2].

- Закупівля та програмування планшетів для артилеристів. На планшети встановлюють карти місцевості та розроблені волонтерами програми, що виконують артилерійські розрахунки та полегшують зв'язок (загалом цей програмно-апаратний комплекс пришвидшує роботу в кілька разів). Організація приймає на програмування планшети від інших волонтерських груп і навчає військових роботі з ними[3][37][8][31]. Вона почала постачати планшети на фронт у липні 2014[38] і станом на січень 2016 передала більше 2000 одиниць[34], а на березень 2017 — 8000[39][40].

- Інше технічне та речове забезпечення військових: засоби захисту, зв'язку та розвідки, форма та взуття, продукти, ліки, намети, генератори, автотранспорт та його ремонт тощо[24][34][41][42][9][43]. Вже за перші 3 місяці роботи — станом на 5 червня 2014 — організація закупила, серед іншого, 450 бронежилетів, 150 радіостанцій, 200 тактичних ліхтарів та 400 балістичних масок[10]. Через місяць — 9 липня — волонтери звітували вже про 650 бронежилетів, більше 450 радіостанцій, 600 тактичних ліхтарів, 250 шоломів, 800 жилетів та комплектів форми, 3 тепловізори, 60 приладів нічного бачення[44] та багато іншого, в тому числі електрогенератори, біноклі, спальні мішки тощо[44]. «Армія SOS» забезпечує військових глушниками для різноманітної зброї та радіорозвідувальним обладнанням, у чому значно допомагає канадський відділ організації[3][45][46]. В 2015 році військовим було поставлено понад 100 сканерів ефіру[14]. Станом на січень 2016 було закуплено, обладнано й доправлено на фронт близько 100 транспортних засобів[34], серед яких, за словами активістів, є мотоцикли, мікроавтобуси, пікапи, джипи та вантажівки[47]. Крім того, організація доправляє солдатам дитячі листи та малюнки[48] і співпрацює з музикантами «радіо Рокс», які регулярно дають концерти на передовій[49][50][51][52]. Волонтери дніпровського відділу виготовляють сухі комплекти борщу[53]. У червні 2014 «Армія SOS» організувала буріння водяної свердловини на горі Карачун, стратегічній висоті поблизу Слов'янська[54][55].

- Допомога волонтерській групі «Діти героїв України», яка займається підтримкою сімей військових[56][57][58][59].

- Показ у різних містах України виставки предметів із зони АТО — фрагментів снарядів, документів бойовиків, фотографій із фронту тощо. Протягом 2015—2016 років предметно-документальна виставка «На лінії вогню» відбулася в Дніпропетровську[60][61], Києві (в обох містах неодноразово)[62][63], Рогатині[64] та Івано-Франківську[65].

«Армія SOS» допомагає різним військовим формуванням, що знаходяться в зоні активних бойових дій. За словами її волонтерів, їх допомогу отримували, зокрема, 1-й і 2-й батальйони Нацгвардії, батальйони «Айдар», «Артемівськ», «Донбас», «Київ-1», «Київ-2» та «Миротворець», 1-ша, 24-та, 25-та, 26-та, 80-та, 93-тя та 95-та бригади.
2014 року за участі представників «Армії SOS» та кількох інших волонтерських організацій була створена компанія UA.RPA під керівництвом адмірала Ігоря Кабаненка. Вона задумана як аналог американської DARPA і займається розробкою високотехнологічних товарів військового та подвійного призначення.
2015 року один із координаторів «Армії SOS» Юрій Касьянов, вийшовши з організації, заснував новий волонтерський проект, що займається безпілотниками, — «Матриця технологій».
2015 року волонтер організації Марина Комарова (яка пізніше вийшла з «Армії SOS») була включена до комісії з присудження недержавного ордену «Народний Герой України».
2018 року права користування на програмний комплекс «Кропива» (мовою військових — «програма МАПА на планшеті від Армія SOS»), який є результатом кількарічної праці багатьох фахівців, як цивільних так і військових, офіційно передано на військову службу. На честь Дня незалежності України 2018 року необмежені права на використання програми були безкоштовно передані Збройним Силам України.

## Збір допомоги
«Армія SOS» збирає пожертви через служби безготівкових переказів та приймає допомогу безпосередньо. Крім того, проводиться збір продуктів та речей у супермаркетах і діє благодійний аукціон із продажу різноманітних сувенірів. Пункти прийому діють у Києві, Дніпрі та закордонних осередках. Відділ у США є найбільшим постачальником одягу та іграшок для родин солдатів, а відділ у Канаді доправляє чимало військових приладів. Зокрема, на одному з благодійних вечорів, що проходив 28 лютого 2015 у Торонто, вдалося зібрати 52 тисячі доларів, що були спрямовані на 3 позашляховики, радіорозвідувальну техніку та тактичні окуляри. Відділення в Іспанії (Мурсія) постачає автотранспорт, одяг (у тому числі пошитий власноруч), взуття, ліки, цитрусові тощо. Звітність «Армії SOS» про пожертви та витрати доступна на її сайті.

## Оцінки
- За оцінкою експертів, опитаних Асоціацією благодійників України, за підсумками роботи в 2014[87] та 2015[88] роках «Армія SOS» входить до числа благодійних і волонтерських організацій, які діють найбільш ефективно, публічно та прозоро.

## Відзнаки
Деякі волонтери «Армії SOS» відзначені орденами та медалями:
- Юрій Касьянов (залишив організацію в 2015 році) та Дмитро Ковальчук — орденом «За заслуги» III ступеня (Указ Президента України від 23 серпня 2014 року)[89];
- Аліна Михайлова, Олексій Савченко, Ярослав Тропінов та Олександр Фощан — медаллю «Захиснику Вітчизни» (Указ Президента України від 23 серпня 2014 року)[89];
- Антоніна Баюра та Дарія Морозова — орденом княгині Ольги III ступеня (Указ Президента України від 21 травня 2015 року)[90];
- Марина Комарова (залишила організацію в 2015 році) — нагрудним знаком «За заслуги перед Збройними Силами України» (2 листопада 2015)[91], недержавним орденом «Народний Герой України» (19 вересня 2015)[92][93] та медаллю Української православної церкви Київського патріархату «За жертовність і любов до України» (9 лютого 2015)[94].
- Шість волонтерів групи 24 грудня 2016 року отримали від міністра оборони України Степана Полторака медалі «За сприяння Збройним Силам України»[95]. В листопаді 2016 цією медаллю був нагороджений і один із засновників канадського відділу «Армії SOS» Річард Гарейчук[96].
- Колектив «Армії SOS» 21 серпня 2021 року нагороджено недержавним орденом «Народний Герой України»[97].
- У грудні 2022 організація отримала від компанії «Нова пошта» відзнаку «Варті» в номінації «Допомога ЗСУ»[98].

Крім того, організація повідомляє про нагородження її, а також окремих її підрозділів та активістів грамотами та подяками військових формувань та окремих офіцерів, зокрема:
- 1-ї окремої танкової бригади (2014)[99],
- 3-го батальйону 24-ї окремої механізованої бригади (подяка підрозділу Army SOS Canada, 22 січня 2015)[100],
- 25-ї окремої повітряно-десантної бригади (листопад 2014)[101],
- 28-ї окремої механізованої бригади (грудень 2016)[102],
- 59-ї окремої мотопіхотної бригади (подяка підрозділу Army SOS UK, 20 грудня 2015)[103],
- 299 бригади тактичної авіації (липень 2014)[104],
- полку «Азов» (2014[99] та 2015[105]),
- 5-го окремого батальйону Добровольчого українського корпусу (квітень 2015)[106],
- 169-го навчального центру (3 вересня 2014)[99],
- Центру спеціальних операцій «А» (26 серпня 2014)[99],
- управлінь СБУ в Кіровоградській (25 серпня 2014)[99] та Львівській (2015)[107] областях,
- Головного управління розвідки (подяка Олександру Фощану, 4 вересня 2015)[108],
- повітряного командування «Захід» (грамота Олегу Бикову та Аліні Михайловій, квітень 2015)[109],
- льотчиків повітряних сил (19 вересня 2014)[110],
- військової частини А1236 (26 березня 2015)[111],
- військової частини А2260 Національної гвардії (29 серпня 2014)[112],
- військової частини А2622 (1 серпня 2014 — подяка «Армії SOS» загалом[99], 7 вересня 2015 — особисто Олександру Фощану[113]),
- військової частини В4252 (1 вересня 2014)[99],
- військової частини В2089 (Андрію Стефанку та активістам «Армія SOS Murcia» за допомогу 66 мобільному госпіталю)[114],
- начальника Центру забезпечення службової діяльності Міністерства оборони та Генерального штабу Збройних сил України полковника Ю. П. Коваленка[115],
- керівника сектору «С» генерал-майора О. Д. Локоти (грамота Олександру Фощану, 8 серпня 2015)[113],
- начальника військ зв'язку генерал-майора В. В. Рапка (8 серпня 2015)[116],
- заступника командира 30-ї бригади підполковника Сергія Собка (нагороди Марині Комаровій та Олександру Хаджинову, червень та вересень 2015)[117][118].

#### Осередки, що вже не працюють
- - Армия SOS Германия (архів)
  - Армия SOS Одесса (архів)

### Відео
- Армія SOS: один день з життя активіста ініціативи. Радіо «Свобода». 22.05.2014. Архів оригіналу за 13.07.2016. Процитовано 02.08.2016.
- «Армія SOS» везе допомогу в село, яке обстрілюють з «Градів». Радіо «Свобода». 03.11.2014. Архів оригіналу за 21 листопада 2021. Процитовано 2 серпня 2016.
- Монологи війни, частина 1. Телеканал ТВі. 31.12.2014.
- Донецький аеропорт 15.01.15 р. Повітряна розвідка АРМІЯ SOS [Архівовано 24 листопада 2021 у Wayback Machine.]
- Ukraine: The volunteer war?. NATO. 28.01.2015. Архів оригіналу за 10 вересня 2016. Процитовано 2 серпня 2016.
- Сюжет про безпілотну розвідку «Армії SOS» у програмі Insider. ICTV, 01.10.2015.
- Техніка війни №20. Армія SOS. Бронеавто "Козак-І". Військове телебачення України. 06.02.2016. Архів оригіналу за 12 лютого 2017. Процитовано 2 серпня 2016.
- Волонтери "Армії-СОС" та військові влаштували змагання дронів. 5 канал. 31.05.2016. Архів оригіналу за 21 липня 2016. Процитовано 2 серпня 2016. (Опис, архів)